# Catedral de San Jerónimo (Saint-Jérôme)
La catedral de San Jerónimo (en francés: Cathédrale de Saint-Jérôme) es la iglesia principal de la diócesis de Saint-Jérôme-Mont-Laurier en Quebec, Canada. Construida en 1897, sustituyó a una antigua iglesia más pequeña cercana.
De estilo neo-clásico, es 24,6 m de alto, 76,9 m de largo y 30,7 m de ancho. El gran atrio se encuentra por debajo del órgano Casavant. La cerca de la reja rosa se alinea con vidrieras, realizadas en Francia.
Delphis-Adolphe Beaulieu creó las ventanas agrupadas. En 1908, se añadió un camino transversal a la iglesia.
En 1951 lorsqu'Émilien Frenette fue nombrado obispo de la ciudad, y eligió esta iglesia como la catedral. Algunas partes de la catedral fueron reformadas a partir del Concilio Vaticano II, como el púlpito, el altar y el baptisterio de la cátedra.